# 53. Primetime Emmy-gála
Az 53. Primetime Emmy-gála során a 2000 és 2001 között főműsoridőben bemutatott, amerikai televíziós programokat értékelték. A jelölteket az Academy of Television Arts & Sciences választotta ki. A Los Angeles-i Shubert Theatreben tartott ceremóniát a CBS tűzte műsorra 2001. november 4-én. Az eredeti dátum szeptember 16-a volt, azonban a 2001. szeptember 11-ei terrortámadások miatt elhalasztották, a gála végén Barbra Streisand a "You'll Never Walk Alone" című dallal emlékezett meg az áldozatokról. A műsor házigazdája Ellen DeGeneres volt.

## Győztesek és jelöltek
A nyertesek félkövérrel jelölve.

### Műsorok
| Legjobb vígjátéksorozat | Legjobb drámasorozat |
| --- | --- |
| - Szex és New York (HBO) - Szeretünk Raymond (CBS) - Frasier – A dumagép (NBC) - Már megint Malcolm (Fox) - Will és Grace (NBC)                                                                 | - Az elnök emberei (NBC) - Vészhelyzet (NBC) - Esküdt ellenségek (NBC) - Ügyvédek (ABC) - Maffiózók (HBO)                                                                                             |
| Legjobb varieté szkeccssorozat | Legjobb különkiadás |
| - Late Show with David Letterman (CBS) - The Chris Rock Show (HBO) - The Daily Show with Jon Stewart (Comedy Central) - Politically Incorrect with Bill Maher (ABC) - Saturday Night Live (NBC) | - Cirque du Soleil's Dralion (Bravo) - 73. Oscar-gála (ABC) - Bruce Springsteen & The E Street Band (HBO) - Ellen DeGeneres: The Beginning (HBO) - Saturday Night Live's Presidential Bash 2000 (NBC) |
| Legjobb tévéfilm | Legjobb minisorozat |
| - Fekete angyal (HBO) - Baseball-barátok (HBO) - Az összeesküvés (HBO) - A legendás trombitás (HBO) - Nevetés a 23. emeleten (Showtime)                                                         | - Anne Frank igaz története (ABC) - Armistead Maupin’s Further Tales of the City (Showtime) - Őfelsége kapitánya (A&E) - Judy Garland: Én és az árnyékaim (ABC) - Nürnberg (TNT)                      |

### Színészek

#### Főszereplők
| Legjobb férfi főszereplő (vígjátéksorozat) | Legjobb női főszereplő (vígjátéksorozat) |
| --- | --- |
| - Eric McCormack – Will és Grace (Will Truman) (NBC) - Kelsey Grammer – Frasier – A dumagép (Dr. Frasier Crane) (NBC) - John Lithgow – Űrbalekok (Dick Solomon) (NBC) - Frankie Muniz – Már megint Malcolm (Malcolm) (Fox) (Epizód: “Bowling”) - Ray Romano – Szeretünk Raymond (Raymond Barone) (CBS) (Epizód: “Ray titkos naplója”)       | - Patricia Heaton – Szeretünk Raymond (Debra Barone) (CBS) (Epizód: “A tárolódoboz”) - Calista Flockhart – Ally McBeal (Ally McBeal) (Fox) - Jane Kaczmarek – Már megint Malcolm (Lois) (Fox) (Epizód: “Visszaemlékezés”) - Debra Messing – Will és Grace (Grace Adler) (NBC) - Sarah Jessica Parker – Szex és New York (Carrie Bradshaw) (HBO) |
| Legjobb férfi főszereplő (drámasorozat) | Legjobb női főszereplő (drámasorozat) |
| - James Gandolfini – Maffiózók (Tony Soprano) (HBO) - Andre Braugher – Gideon's Crossing (Dr. Ben Gideon) (ABC) - Dennis Franz – New York rendőrei (Andy Sipowicz) (ABC) - Rob Lowe – Az elnök emberei (Sam Seaborn) (NBC) - Martin Sheen – Az elnök emberei (Josiah Bartlet) (NBC)                                                         | - Edie Falco – Maffiózók (Carmela Soprano) (HBO) - Lorraine Bracco – Maffiózók (Dr. Jennifer Melfi) (HBO) - Amy Brenneman – Amynek ítélve (Amy Madison Gray) (CBS) - Marg Helgenberger – CSI: A helyszínelők (Catherine Willows) (CBS) - Sela Ward – Még egyszer és újra (Lily Manning) (ABC)                                                   |
| Legjobb férfi főszereplő (minisorozat, antológiasorozat vagy tévéfilm) | Legjobb női főszereplő (minisorozat, antológiasorozat vagy tévéfilm) |
| - Kenneth Branagh – Az összeesküvés (Reinhard Heydrich) (HBO) - Andy García – A legendás trombitás (Arturo Sandoval) (HBO) - Gregory Hines – Bojangles (Bill "Bojangles" Robinson) (Showtime) - Ben Kingsley – Anne Frank igaz története (Otto Frank) (ABC) - Barry Pepper – Baseball-barátok (Roger Maris) (HBO)                           | - Judy Davis – Judy Garland: Én és az árnyékaim (Judy Garland) (ABC) - Judi Dench – Az utolsó szőke bombázó (Elizabeth) (HBO) - Hannah Taylor-Gordon – Anne Frank igaz története (Anne Frank) (ABC) - Holly Hunter – Billie kontra Bobby (Billie Jean King) (ABC) - Emma Thompson – Fekete angyal (Vivian Bearing) (HBO)                        |
| Legjobb színész zenés műsorban vagy varietében | |
| - Barbra Streisand – Barbra Streisand: Timeless (Fox) - Wayne Brady – Whose Line Is It Anyway? (ABC) - Ellen DeGeneres – Ellen DeGeneres: The Beginning (HBO) - Will Ferrell – Saturday Night Live: "Házigazda: Alec Baldwin" (NBC) - David Letterman – Late Show with David Letterman: "#1596" (CBS) - Steve Martin – 73. Oscar-gála (ABC) | |

#### Mellékszereplők
| Legjobb férfi mellékszereplő (vígjátéksorozat) | Legjobb női mellékszereplő (vígjátéksorozat) |
| --- | --- |
| - Peter MacNicol – Ally McBeal (John Cage) (Fox) - Peter Boyle – Szeretünk Raymond (Frank Barone) (CBS) (Epizódok: “A tapéta”, “Frank kifesti a házat”) - Robert Downey Jr. – Ally McBeal (Larry Paul) (Fox) - Sean Hayes – Will és Grace (Jack McFarland) (NBC) - David Hyde Pierce – Frasier – A dumagép (Niles Crane) (NBC)              | - Doris Roberts – Szeretünk Raymond (Marie Barone) (CBS) (Epizód: “Ray titkos naplója”) - Jennifer Aniston – Jóbarátok (Rachel Green) (NBC) - Kim Cattrall – Szex és New York (Samantha Jones) (HBO) - Lisa Kudrow – Jóbarátok (Phoebe Buffay) (NBC) - Megan Mullally – Will és Grace (Karen Walker) (NBC)          |
| Legjobb férfi mellékszereplő (drámasorozat) | Legjobb női mellékszereplő (drámasorozat) |
| - Bradley Whitford – Az elnök emberei (Josh Lyman) (NBC) - Dominic Chianese – Maffiózók (Corrado "Junior" Soprano) (HBO) - Michael Imperioli – Maffiózók (Christopher Moltisanti) (HBO) - Richard Schiff – Az elnök emberei (Toby Ziegler) (NBC) - John Spencer – Az elnök emberei (Leo McGarry) (NBC)                                      | - Allison Janney – Az elnök emberei (C. J. Cregg) (NBC) - Stockard Channing – Az elnök emberei (Dr. Abigail Bartlet) (NBC) - Tyne Daly – Amynek ítélve (Maxine Gray) (CBS) - Maura Tierney – Vészhelyzet (Abby Lockhart) (NBC) - Aida Turturro – Maffiózók (Janice Soprano) (HBO)                                   |
| Legjobb férfi mellékszereplő (minisorozat, antológiasorozat vagy tévéfilm) | Legjobb női mellékszereplő (minisorozat, antológiasorozat vagy tévéfilm) |
| - Brian Cox – Nürnberg (Hermann Wilhelm Göring) (TNT) - Alan Alda – Klubvilág (Willie Walters) (Showtime) - Colin Firth – Az összeesküvés (Wilhelm Stuckart) (HBO) - Victor Garber – Judy Garland: Én és az árnyékaim (Sidney Luft)(ABC) - Ian Holm – Az utolsó szőke bombázó (Patrick) (HBO) - Stanley Tucci – Conspiracy (Eichmann) (HBO) | - Tammy Blanchard – Judy Garland: Én és az árnyékaim (Fiatal Judy Garland) (ABC) - Anne Bancroft – Menedék a halálból (Gruber) (CBS) - Brenda Blethyn – Anne Frank igaz története (Auguste Van Pels) (ABC) - Holly Hunter – A nő ötször (Rebecca) (Showtime) - Audra McDonald – Fekete angyal (Susie Monahan) (HBO) |

### Rendezők
| Legjobb rendező (vígjátéksorozat) | Legjobb rendező (drámasorozat) |
| --- | --- |
| - Már megint Malcolm: "Bowling" – Todd Holland (Fox) - Ed: "Újrakezdés" – James Frawley (NBC) - Már megint Malcolm: "Visszaemlékezés" – Jeff Melman (Fox) - Szex és New York: "Ami könnyen jött, könnyen megy" – Charles McDougall (HBO) - Will és Grace: "Lows in the Mid-Eighties" – James Burrows (NBC) | - Az elnök emberei: "Merénylők 1. és 2. rész" – Thomas Schlamme (NBC) - Vészhelyzet: "Váratlan látogatás" – Jonathan Kaplan (NBC) - Maffiózók: "Ahonnan nincs visszatérés" – Tim Van Patten (HBO) - Maffiózók: "A barreni erdő" – Steve Buscemi (HBO) - Maffiózók: "Egy szerelem vége" – Allen Coulter (HBO) - Az elnök emberei: "Bevándorlók" – Laura Innes (NBC) |
| Legjobb rendező (varietésorozat) | Legjobb rendező (minisorozat, antológiasorozat vagy tévéfilm) |
| - Cirque du Soleil's Dralion – David Mallet (Bravo) - 73. Oscar-gála – Louis J. Horvitz (ABC) - Bruce Springsteen & The E Street Band – Chris Hilson (HBO) - Late Show with David Letterman: "#1527" – Jerry Foley (CBS) - 54. Tony-gála – Paul Miller (CBS)                                               | - Fekete angyal – Mike Nichols (HBO) - Baseball-barátok – Billy Crystal (HBO) - Anne Frank igaz története – Robert Dornhelm (ABC) - Az összeesküvés – Frank Pierson (HBO) - Judy Garland: Én és az árnyékaim – Robert Allan Ackerman (ABC) |

### Forgatókönyvírók
| Legjobb forgatókönyv (vígjátéksorozat) | Legjobb forgatókönyv (drámasorozat) |
| --- | --- |
| - Már megint Malcolm: "Bowling" – Alex Reid (Fox) - Ed: "Újrakezdés" – Rob Burnett, Jon Beckerman (NBC) - Különcök és stréberek: "Discos and Dragons" – Paul Feig (NBC) - Szex és New York: "Ami könnyen jött, könnyen megy" – Michael Patrick King (HBO) - Will és Grace: "Lows in the Mid-Eighties" – Jeff Greenstein (NBC) | - Maffiózók: "A hónap dolgozója" – Robin Green, Mitchell Burgess (HBO) - Maffiózók: "Ahonnan nincs visszatérés" – Frank Renzulli, David Chase (HBO) - Maffiózók: "A barreni erdő" – Terence Winter, Tim Van Patten (HBO) - Maffiózók: "Beteg a test, beteg a lélek" – Lawrence Konner (HBO) - Az elnök emberei: "Merénylők 1. és 2. rész" – Aaron Sorkin (NBC) |
| Legjobb forgatókönyv (varietésorozat) | Legjobb forgatókönyv (minisorozat vagy tévéfilm) |
| - The Daily Show with Jon Stewart (Comedy Central) - The Chris Rock Show (HBO) - Late Night with Conan O'Brien (NBC) - Late Show with David Letterman (CBS) - Saturday Night Live (NBC) | - Az összeesküvés – Loring Mandel (HBO) - Baseball-barátok – Hank Steinberg (HBO) - Anne Frank igaz története – Kirk Ellis (ABC) - Judy Garland: Én és az árnyékaim – Robert L. Freedman (ABC) - Fekete angyal – Emma Thompson, Mike Nichols (HBO) |

## Műsorvezetők
A gálán az alábbi műsorvezetők működtek közre:
- Dennis Franz
- Marg Helgenberger
- William Petersen
- Sally Field
- Michael Emerson
- Martin Short
- Kelsey Grammer
- Frankie Muniz
- Jean Smart
- Wayne Brady
- Jessica Alba
- Jennifer Garner
- Debra Messing
- Eric McCormack
- Amy Brenneman
- Andy García
- Kevin James
- Leah Remini
- Jerry Stiller
- Ray Romano
- Patricia Heaton
- Jane Kaczmarek
- Bradley Whitford
- Calista Flockhart
- Andre Braugher
- Lorraine Bracco
- Edie Falco
- Martin Sheen
- Kim Cattrall
- Kristin Davis
- Mary Tyler Moore
- Jimmy Smits
- Simon Baker
- Tim Conway
- Angela Bassett

## In Memoriam
A gála "in memoriam" szegmense az alábbi elhunyt személyekről emlékezett meg:
- Carroll O'Connor
- Jack Elliott
- Richard Mulligan
- William Hanna
- Robert Trout
- Perry Como
- Rosemary DeCamp
- Alan Rafkin
- John Cannon
- Werner Klemperer
- Dale Evans
- Arlene Francis
- Stan Margulies
- Beah Richards
- Fred de Cordova
- Ann Sothern
- Ray Walston
- Imogene Coca
- Victor Borge
- Jack Haley Jr.
- Jason Robards
- Kathleen Freeman
- Jack Lemmon
- Steve Allen
- Barbara Olson
- Berry Berenson
- David Angell

## Fordítás
- Ez a szócikk részben vagy egészben  a(z)   53rd Primetime Emmy Awards című angol Wikipédia-szócikk fordításán alapul.  Az eredeti cikk szerkesztőit annak laptörténete sorolja fel. Ez a jelzés csupán a megfogalmazás eredetét és a szerzői jogokat jelzi, nem szolgál a cikkben szereplő információk forrásmegjelöléseként.